# Campionat sub-20 de l'OFC de 2013
El Campionat sub-20 de l'OFC de 2013 fou la dinovena edició del Campionat sub-20 de l'OFC, un torneig bianual de la Confederació de Futbol d'Oceania (OFC). En l'edició de 2013 tots els partits es jugaren entre el 21 i el 29 de març al Churchill Park de Lautoka i al Govind Park de Ba, Fiji. El guanyador, Nova Zelanda, es classificà per a la Copa del Món de futbol sub-20 de 2013.

## Participants
| Selecció          | Participacions en el torneig | Millor resultat                      |
| ----------------- | ---------------------------- | ------------------------------------ |
| Fiji              | 17                           | Subcampió (1978, 1998, 2002, 2007)   |
| Nova Caledònia    | 8                            | Subcampió (2008)                     |
| Nova Zelanda      | 18                           | Campió (1980, 1992, 2007, 2011)      |
| Papua Nova Guinea | 10                           | Quart lloc (1978, 1982)              |
| Vanuatu           | 11                           | Tercer lloc (1974, 1990, 2005, 2011) |

## Estadi
Els vuit primers partits tingueren lloc a l'estadi Churchill Park a Lautoka i els dos últims tingueren lloc a l'estadi Govind Park de Ba.
| Lautoka           | Ba                |
| ----------------- | ----------------- |
| Churchill Park    | Govind Park       |
| Capacitat: 18.000 | Capacitat: 13.500 |
| Churchill Park    | Sense imatge      |

## Fase de grups
El campionat tingué tan sols una fase, la fase de grups. El sorteig tingué lloc el 8 de febrer de 2013 a Auckland, Nova Zelanda.
| Selecció          | PJ | PG | PE | PP | GF | GC | DG  | Pts |
| ----------------- | -- | -- | -- | -- | -- | -- | --- | --- |
| Nova Zelanda      | 4  | 4  | 0  | 0  | 13 | 2  | +11 | 12  |
| Fiji              | 4  | 3  | 0  | 1  | 8  | 8  | 0   | 9   |
| Vanuatu           | 4  | 2  | 0  | 2  | 12 | 7  | +5  | 6   |
| Nova Caledònia    | 4  | 1  | 0  | 3  | 15 | 13 | +2  | 3   |
| Papua Nova Guinea | 4  | 0  | 0  | 4  | 4  | 22 | −18 | 0   |

| Fiji                                       | 3 – 2   | Vanuatu                 |
| ------------------------------------------ | ------- | ----------------------- |
| Rao 58' · Qasevakatin 68' · Matarerega 84' | Crònica | Damalip 5' · Manuhi 23' |

| Papua Nova Guinea | 0 – 5   | Nova Zelanda                                                       |
| ----------------- | ------- | ------------------------------------------------------------------ |
|                   | Crònica | Fenton 5' (pen. ), 11' · Watson 44' · Higham 79' · Boyd 81' (pen.) |

| Vanuatu | 0 – 1   | Nova Zelanda |
| ------- | ------- | ------------ |
|         | Crònica | Elia 23'     |

| Fiji                              | 3 – 2   | Nova Caledònia            |
| --------------------------------- | ------- | ------------------------- |
| Nakalevu 9' · Matarerega 33', 43' | Crònica | Waelua 28' · Wadriako 88' |

| Nova Zelanda                              | 3 – 2   | Nova Caledònia            |
| ----------------------------------------- | ------- | ------------------------- |
| Fenton 29' (pen.) · Elia 51' · Turner 56' | Crònica | Xalite 17' · Wadriako 25' |

| Vanuatu                                                    | 6 – 1   | Papua Nova Guinea |
| ---------------------------------------------------------- | ------- | ----------------- |
| Damalip 25', 44', 58' · Shem 48' · Tasso 64' · Tabilip 88' | Crònica | Aisa 1'           |

| Nova Caledònia                                                                                    | 9 – 3   | Papua Nova Guinea                   |
| ------------------------------------------------------------------------------------------------- | ------- | ----------------------------------- |
| Xalite 24' (pen. ), 30' · Bob 28', 61' · Ranchain 57', 64' · Decoire 71' · Nonmeu 72' · Wadra 77' | Crònica | Awele 4' · Komolong 19' · Airem 39' |

| Nova Zelanda                                               | 4 – 0 | Fiji |
| ---------------------------------------------------------- | ----- | ---- |
| Fenton 48' (pen.) · Howieson 67' · Watson 69' · Thomas 83' |       |      |

| Papua Nova Guinea | 0 – 2 | Fiji                |
| ----------------- | ----- | ------------------- |
|                   |       | Matarerega 13', 39' |

| Nova Caledònia            | 2 – 4 | Vanuatu                         |
| ------------------------- | ----- | ------------------------------- |
| Waelua 69' · ? 84' (p.p.) |       | Kaltack 9', 51', 64' · Tari 73' |

## Guardons
A l'acabar-se el campionat la Confederació de Futbol d'Oceania anuncià els guanyadors dels quatre guardons.
| Guardó      | Guanyador                   |
| ----------- | --------------------------- |
| Pilota d'Or | Louis Fenton                |
| Guant d'Or  | Max Crocombe                |
| Bota d'Or   | Rusiate Matarerega (5 gols) |
| Joc Net     | Vanuatu                     |